# Mario Ropp
Pour les articles homonymes, voir Ropp.
Mario Ropp, nom de plume de Marie-Anne Devillers, née le 18 décembre 1917 à Héricourt dans la Haute-Saône en France et morte le 20 décembre 2007 à Tonnerre, Yonne, est une écrivaine française, auteure de roman policier.

## Biographie
Elle passe son enfance à Belfort, puis fait des études à l'école nationale supérieure des arts décoratifs à Paris. Après la Seconde Guerre mondiale, elle travaille comme ouvrière dans un atelier de brochage avant d'être engagée comme dessinatrice en botanique à l'institut français d'Afrique noire, à Dakar, dirigé par Théodore Monod.
En 1956, elle rencontre Armand de Caro, le fondateur du Fleuve noir. Pendant 27 ans, elle devient, sous le pseudonyme de Mario Ropp, l'un des auteurs les plus prolifiques de la collection Spécial Police.
En 1959, Pierre Boileau, dans Le Saint détective magazine, à l'occasion de la publication de La Mort sur la piste, estime que « c'est un excellent roman d'aventures policières, bien mené, avec des scènes émouvantes, et dont le héros, le brutal et pitoyable Karl Räder, est dessiné avec bonheur ». En 1968, à son propos, Maurice-Bernard Endrèbe, sous son pseudonyme Louise Lalanne, écrit dans une critique de Ne rêve donc pas, publiée dans Mystère magazine, que « Mario Ropp est au roman policier ce que Françoise Sagan est au roman tout court ».
Le roman Ne fais pas ça Isabella (1966) est adapté en 1967 pour un téléfilm au titre éponyme réalisé par Gilbert Pineau.

## Œuvre

### Romans signés Mario Ropp

#### Dans la collectionSpécial Police
- Jeu sans joie, no 136 (1957)
- La Route aux loups, no 166 (1958), réédition Polar 50 no 29 (1989)
- La Mort sur la piste, no 187 (1959)
- Sans whisky ni cadavre, no 196 (1959)
- Plus facile de mourir, no 200 (1959), réédition dans la même collection avec le no 1724 (1982)
- Pas encore assez mort, no 217 (1960)
- Souviens-toi du vent, no 229 (1960)
- Des trains et des morts, no 240 (1960)
- Un coup pour rien, no 251 (1961)
- Mauvais Anges, no 264 (1961)
- Bonne nuit, inspecteur, no 274 (1961)
- La Moto, no 287 (1962)
- Mieux vaut l'oubli, no 299 (1962)
- L'Ange gardien, no 309 (1962)
- Et la neige tombait..., no 319 (1962)
- Les Dangereux Retours, no 334 (1963)
- La Fille sur le parvis, no 347 (1963)
- Le Hérisson, no 356 (1963)
- Un très long cheveu, no 374 (1963)
- Les Enfants perdus, no 386 (1964)
- Absence, no 402 (1964)
- Hilda aux yeux trop clairs, no 421 (1964)
- Ne jugez pas, no 434 (1964)
- Ça va trop loin, no 446 (1965)
- Le Temps d'une chute, no 462 (1965)
- Jeux de clés, no 475 (1965)
- Celle des deux qui vivait, no 488 (1965)
- Ne fais pas ça, Isabella, no 502 (1966)
- L’Homme sans auto, no 515 (1966)
- Tornades, no 531 (1966)
- Entre chiens et femmes, no 550 (1966)
- Ne pleure pas pour moi, no 568 (1967)
- Les Cheveux d'Éléanor, no 590 (1967)
- Tueurs d'occasion, no 597 (1967)
- L'Emporte-pièce, no 614 (1967)
- Douce Haine, no 635 (1968)
- Ne rêve donc pas, no 650 (1968)
- La Nuit de l'araignée, no 671 (1968)
- Les Petits Corniauds du destin, no 684 (1968)
- Le Fond du silence, no 702 (1969)
- Le Monde à personne, no 719 (1969)
- Le Temps du bulldozer, no 735 (1969)
- Une seule nuit à Saint-Florentin, no 749 (1969)
- Quand même pas pour une orchidée, no 772 (1970)
- Furie en jaune, no 781 (1970)
- Ce printemps trop froid, no 808 (1970)
- Si elle était morte..., no 816 (1970)
- Pourquoi voulez-vous qu'une alouette chante ?, no 842 (1970)
- La Mort en peaux de phoque, no 860 (1971)
- Un homme mort et un enfant, no 872 (1971)
- Festival en mort majeur, no 892 (1971)
- Des loups pour un chaperon rouge, no 904 (1971)
- Une sournoise odeur de sapin, no 914 (1971)
- Une fois de trop, no 931 (1972)
- Revoir Deborah et mourir, no 954 (1972)
- Une rose de sang pour Pénélope, no 967 (1972)
- Trois malheureux accidents, no 985 (1972)
- La Vérité en filigrane, no 997 (1972)
- À cause d'une grille restée ouverte, no 1018 (1973)
- Aucune raison de la tuer, no 1035 (1973)
- La Meute des affreux, no 1049 (1973)
- Un train pour l'angoisse, no 1068 (1973)
- Les Eaux où nagent les piranhas, no 1074 (1973)
- Du mythe à la réalité, no 1124 (1974)
- Jeux de hasard et de mort, no 1130 (1974)
- Un flic dur à tuer, no 1144 (1974)
- Le Temps des enfants fous, no 1151 (1974)
- Partis pour les Galapagos, no 1198 (1975)
- La Chatte dans un jeu de quilles, no 1206 (1975)
- Mortelle mélopée mécanique, no 1219 (1975)
- Ne volez pas n'importe quoi, no 1227 (1975)
- Une fois, il y eut Vanina, no 1244 (1976)
- Une entourloupe royale, no 1302 (1976)
- Voler mais pas tuer, no 1336 (1977)
- Tout du rat, sauf l'astuce, no 1346 (1977)
- Au pays de nulle part, no 1362 (1977)
- Prisons en noir et en couleur, no 1381 (1977)
- Cocktails d'alcools et de morts, no 1409 (1978)
- Le chaland passe, les morts restent, no 1429 (1978)
- La Ferme et l'Arbre mort, no 1443 (1978)
- Ci-gît Valmah, no 1471 (1979)
- Le Courage de l'inconscience, no 1489 (1979)
- Une tornade nommée Risko, no 1507 (1979)
- Les Jeux des grandes personnes, no 1517 (1979)
- Plongeon dans les eaux troubles, no 1540 (1980)
- Mais à qui appartient Victor ?, no 1558 (1980)
- Il fallait détourner la tête, no 1577 (1980)
- La Panthère et le Petit Chien, no 1599 (1981)
- La Femme d'une autre mort, no 1606 (1981)
- Vous ne pourrez jamais comprendre, no 1631 (1981)
- Et si on jouait au train ?, no 1650 (1981)
- Héroïne sans héros, no 1683 (1981)
- Plus facile de mourir, no 1724 (1982)
- La menotte ne fait pas le truand, no 1735 (1982)
- Des millions pour un cauchemar, no 1764 (1982)
- Le bouscule pas, c'est qu'un môme, no 1795 (1983)
- Et la neige tombait..., no 1814 (1983)
- Mais Juana n'était pas morte, no 1839 (1983)

#### Autres romans signés Mario Ropp
- Thalassa, Fleuve noir (1967)
- Mataï-Ino, Fleuve noir (1968)

### Romans signés Dominique Dorn
- Le Parfum de la peur, collection La Chouette no 141 (1959)
- Le Rêve de Corinne, collection La Chouette no 150 (1959)
- Le Lévrier afghan, collection La Chouette no 162 (1960)
- Notre métro quotidien, collection La Chouette no 183 (1960)
- Les chiens ne parlent pas, collection La Chouette no 193 (1961)
- Solo, collection La Chouette no 206 (1961)
- Véronique et la Saint Médard, collection La Chouette no 216 (1961)

### Romans signés Maïa Walbert
- Cauchemar aux roches roses, Éd. Elan, Romans d’aujourd’hui
- L'amour ne vient jamais seul, Éd. Arabesque, Colorama (1959)
- Si peu le temps d’aimer, Éd. Arabesque, Colorama (1959)
- La clé est sous le paillasson, Éd. Arabesque, Colorama (1960)
- Lucioles au vent, Éd. Arabesque, Colorama (1960)

### Roman signé Michèle Vaudois
- De myrtilles et d'amour, Arabesque, Coll. Les Nymphes  (1961)

### Roman de littérature d'enfance et de jeunesse signé Maïa de Villers
- Samaïa, l'éléphant (1947)

## Filmographie

### Adaptation
- 1967 : Ne fais pas ça Isabella, téléfilm français réalisé par Gilbert Pineau, adaptation du roman éponyme

## Sources
- Claude Mesplède (dir.), Dictionnaire des littératures policières, vol. 2 : J - Z, Nantes, Joseph K, coll. « Temps noir », 2007, 1086 p. (ISBN 978-2-910-68645-1, OCLC 315873361).
- Jacques Baudou et Jean-Jacques Schleret, Les Métamorphoses de la chouette, p. 168, Futuropolis, 1986